# 康寶駒
康寶駒（英語：Martin Hong Po Kui，1949年8月28日—），生於香港，香港執業律師，活躍於香港足球圈，曾擔任香港足球總會主席，現時是中国香港足球总会名譽副會長，亦曾先後出任香港球會愉園、快譯通與流浪班主，今屆則支持「升班馬」駿昇大中。

## 背景
康寶駒生於香港，1967年畢業於聖若瑟書院中五年級，後來於1970年至1973年遠赴澳洲新南威爾斯大學修讀理學士學位，於1973年畢業，之後再於1974年至1977年進修英國律師公會公開法律考試文憑課程，成為執業律師，曾擔任謝瑞麟珠寶非執行董事，現在則是香港上市公司小型家電生誕商百靈達的非執行董事，在1995年擔任愉園足球部主任，引入伊恩麥哥、保羅布力治等蘇格蘭外援，1997年過檔商業球隊快譯通，並以100萬年薪成功向南華挖角，邀得鄭兆聰加盟，創下當時本地球員最高薪紀錄，1998年與梁庭一同入閣流浪，重整架構並重用新秀。1999年至2007年擔任香港足球總會主席，2005年香港足總週年同人大會兼董事局改選，商人梁孔德首次參選挑戰其主席位置，康寶駒僅以4票險勝，到了2007年梁孔德再次競逐主席，康寶駒衡量過形勢後決定放棄連任，改為參選董事，惟最終亦告落選。2021年，他再度競逐足總董事，但未能勝出。